# Sarah McDiarmid
Sarah McDiarmid (* 13. März 1984) ist eine kanadische Alpin- und Geschwindigkeitsskifahrerin.

## Werdegang
McDiarmid war von 2000 bis 2004 im alpinen Skisport aktiv. Danach wechselte sie zum Speedski, wo sie seit dem 4. März 2006 im Weltcup zu sehen ist. Bisher war sie im Weltcup in ihrem Heimartland Kanada unterwegs. In der Saison 2008/09 erreichte sie den 3. Platz im Gesamtweltcup in der Production-Klasse. 